# Konijn op z'n Berlijns
Konijn op z'n Berlijns (Duits: Mauerhase; Engels: Rabbit à la Berlin; Pools: Królik po berlińsku) is een Pools-Duitse documentairefilm uit 2009. De film is gemaakt in coproductie met de VPRO en Lichtpunt en werd genomineerd voor een Oscar in de categorie Korte Documentaire.
Onderwerp van de film zijn de konijnen die leefden tussen de muren die de Berlijnse Muur vormden. De konijnen vonden hier een aantrekkelijk gebied met voldoende voedsel (gras) en een afwezigheid van verkeer en roofdieren. De populatie nam enorm toe. Na de val van de Muur moesten de konijnen een nieuwe plek zoeken in een hun onbekende stad.